# Phife Dawg

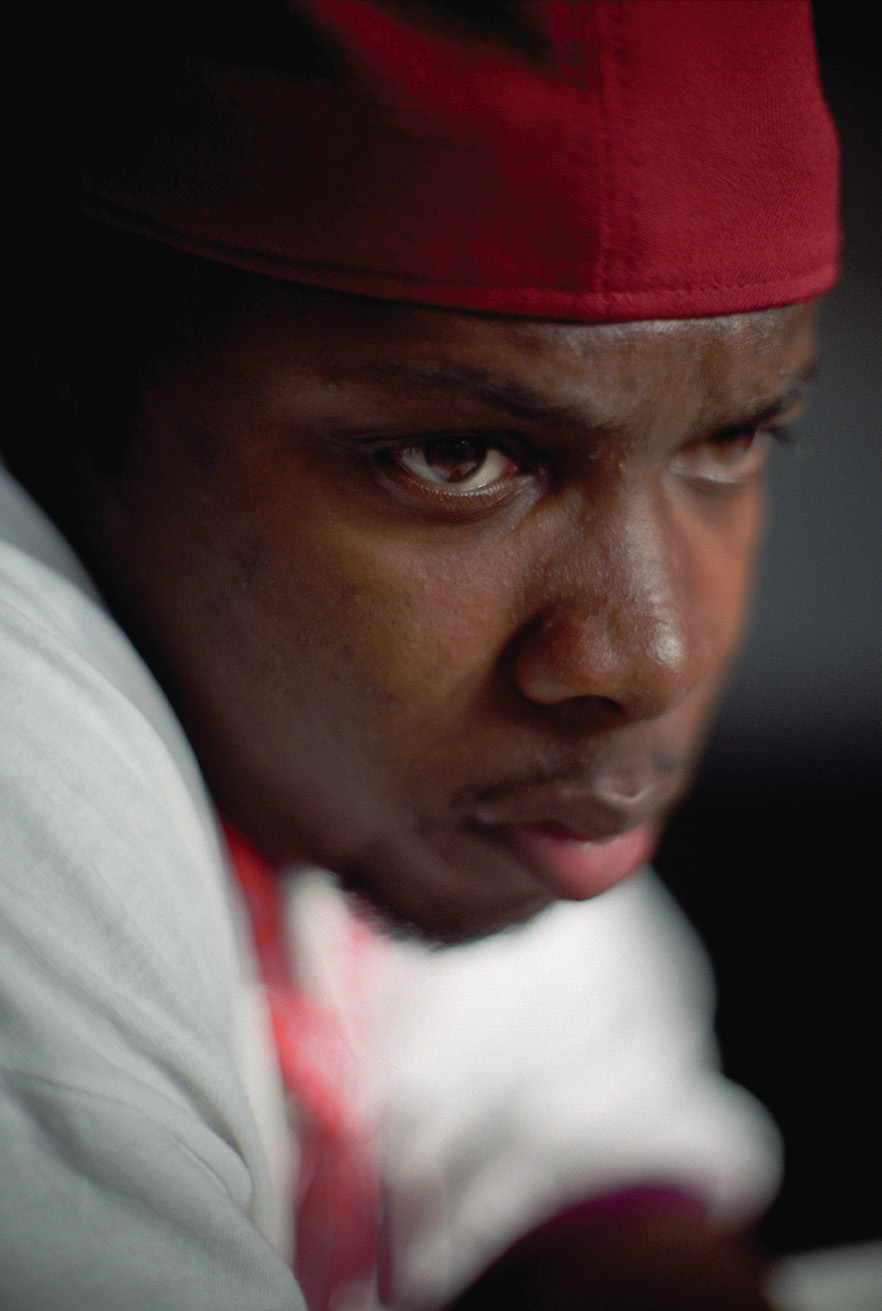
Phife Dawg (2001)

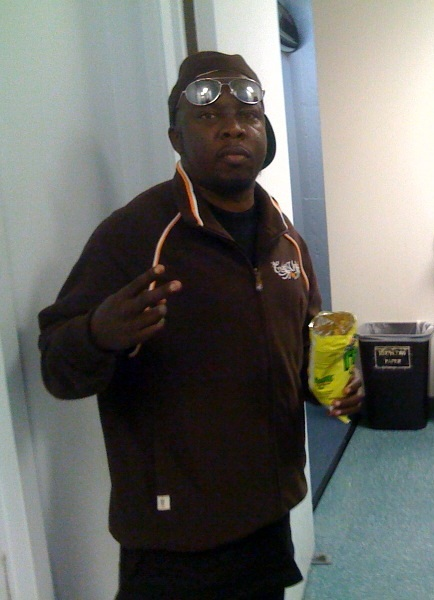
Phife Dawg (2009)

Phife Dawg (bürgerlich Malik Isaac Taylor; * 20. November 1970 in New York; † 22. März 2016 in der San Francisco Bay Area, Kalifornien) war ein US-amerikanischer Rapper, der als Mitglied der Gruppe A Tribe Called Quest bekannt wurde.

## Leben
Geboren 1970 in Brooklyn, wuchs Malik Taylor im New Yorker Stadtteil Queens auf. Bereits als Kind war er mit Jonathan Davis befreundet.
Taylor schrieb während seiner Kindheit Gedichte und begann in der Schule zu rappen. In der High School lernte er gemeinsam mit Davis (alias Q-Tip)  Ali Shaheed Muhammad kennen. Mit Jarobi White, einem anderen Freund Taylors, formten die vier Freunde Ende der 1980er Jahre A Tribe Called Quest. Nachdem die Band bis 1998 auf Jive Records fünf Alben veröffentlicht hatte, trennten sie sich. Phife Dawg veröffentlichte 2000 auf Groove Attack das Soloalbum Ventilation:Da LP.
Phife Dawg starb im März 2016 im Alter von 45 Jahren an den Folgen einer Diabeteserkrankung.
Am 28. März 2022 wurde – sechs Jahre nach seinem Tod – sein zweites Solo-Album „Forever“ veröffentlicht, an welchem er zu Lebzeiten bereits gearbeitet hat. Das Album enthält neben den bereits vorab ausgekoppelten Singles „Nutshell Pt. 2“ (feat. Busta Rhymes und Redman) und „French Kiss Trois“ (feat. Illa J und Redman) vor allem Tracks, die mit Künstlern aufgenommen wurde, mit denen Phife seit vielen Jahren eng zusammengearbeitet hat. So trugen neben Busta Rhymes, Maseo von De La Soul, Little Brother oder Redman vor allem auch seine ehemaligen Kollegen von A Tribe Called Quest Q-Tip und Ali Shaheed Muhammad zu dem Album bei, während Das Album von Bob Power gemixt wurde, der sich bereits für die Alben von A Tribe Called Quest verantwortlich zeichnete. Produziert wurde das Album u. a. von 9th Wonder, Khrisis, DJ Rasta Roots und Nottz.

## Diskografie (solo)

### Alben
- 2000: Ventilation:Da LP
- 2022: Forever

### Singles
- 1999: Bend Ova/Thought U Wuz Nice
- 1999: Flawless
- 2001: Miscellaneous
- 2014: Dear Dilla
- 2016: Nutshell
- 2021: Nutshell Pt. 2 (feat. Busta Rhymes & Redman)
- 2022: Frech Kiss Trois (feat. Illa J & Redman)

## Filmografie
- 1993: Who’s the Man?
- 1998: The Rugrats Movie
- 2008: NBA 2K8
- 2011: Beats, Rhymes & Life: The Travels of a Tribe Called Quest